# Rheingau

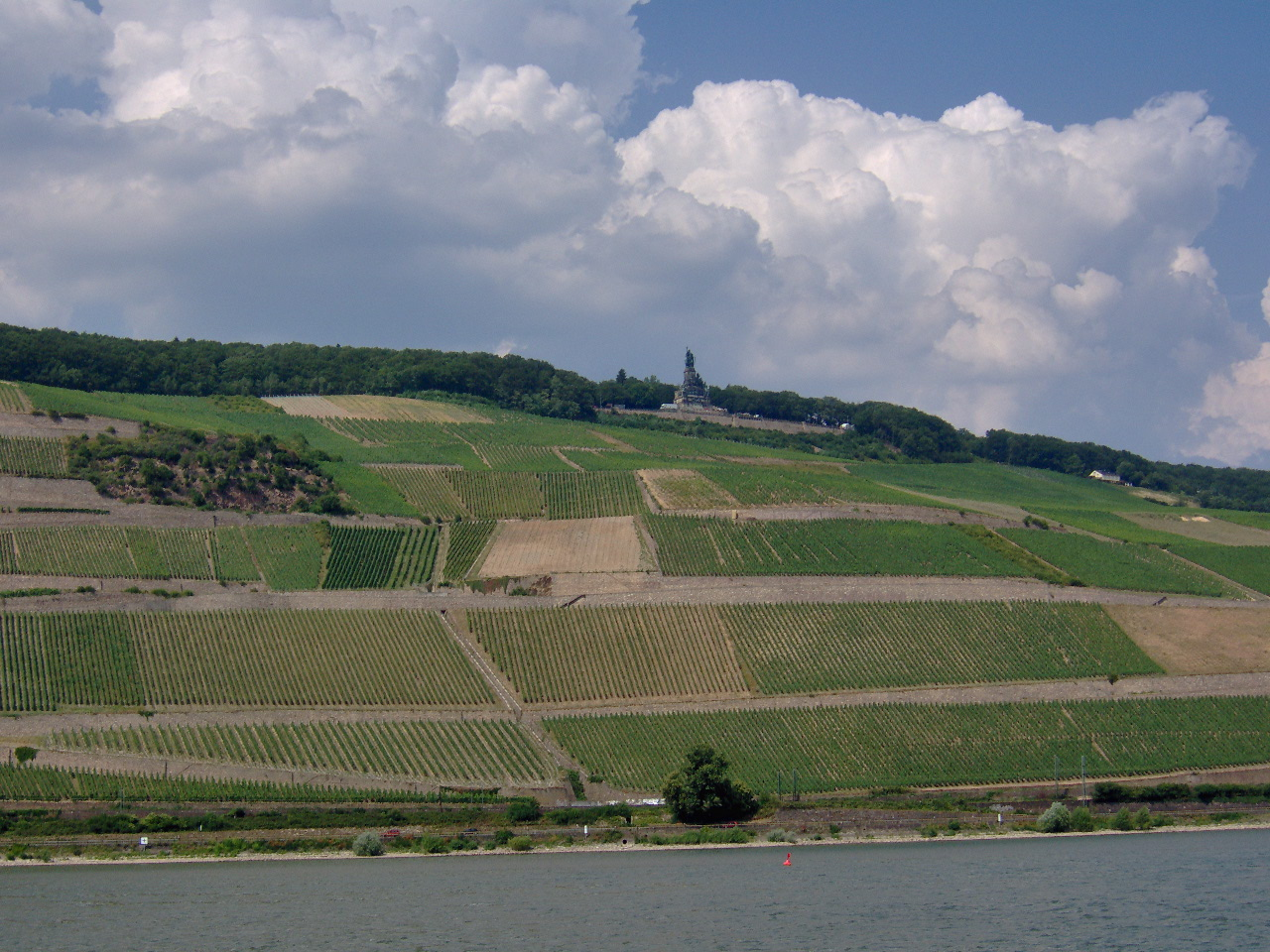
Wijnbouw in de Rheingau

Met de Rheingau wordt het cultuurlandschap in Duitsland bedoeld dat tussen de rechteroever van de Rijn – daar waar deze oost-west stroomt – en het Taunusgebergte ligt.

## Gemeenten
De gemeenten Assmannshausen, Aulhausen, Dotzheim, Eibingen, Eltville, Erbach, Flörsheim, Frauenstein, Geisenheim, Hallgarten, Hattenheim, Hochheim, Johannisberg, Kiedrich, Kostheim, Lorch, Lorchhausen, Marienthal, Martinsthal, Mittelheim, Oestrich, Presberg, Rauenthal, Rüdesheim, Schierstein, Stephanshausen, Walluf, Winkel en Wiesbaden behoren tot de Rheingau.

## Wijnsoorten
In de Rheingau wordt vooral Riesling en Spätburgunder aangebouwd.

## Werelderfgoed
Een deel van de Rheingau is werelderfgoed van de UNESCO. Met name Rüdesheim, Assmannshausen, Lorch en Lorchhausen behoren sinds 2002 tot het werelderfgoed Midden-Rijndal.

## Bezienswaardigheden

### Wandelpaden
Rieslingroute, Rieslingpfad, Rheinhöhenweg.

### Burchten
Boosenburg, Brömserburg, Ehrenfels, Burg Crass, Burg Rheinberg, Scharfenstein, Schwarzenstein, Burg in Hattenheim, Kurfürstliche Burg, Ruine Nollig, Wallufer Turmburg.

### Abdijen
Kloster Eberbach, Kloster Eibingen, Abtei St. Hildegard, Kloster Johannisberg, Kloster Marienthal, Kloster Gottesthal, Nothgottes.

### Kerken
Basilika in Mittelheim, Maria Himmelfahrt Hallgarten, St. Martin in Oestrich, St. Walburga in Winkel, St. Valentinus in Kiedrich, Johanniskirche in Walluf.

### Kastelen
Schloss Johannisberg, Schloss Vollrads, Schloss Reinhartshausen, Schloss Kosakenberg, Schloss Hansenberg, Schloss Reichartshausen, Schloss Schönborn, Biebricher Schloss.

### Diversen
Brentanohaus, Graues Haus, Hallgartener Zange, Oestricher Kran, Itz'steinsches Gutshaus, Reiz'cher Hof, Niederwalddenkmal.